# Vladimir Putin
Vladimir Vladimirovič Putin (rus. Владимир Владимирович Путин, Sankt Peterburg, 7. listopada 1952.), ruski je političar i bivši obavještajni djelatnik koji služi kao predsjednik Rusije. Od 1999. do danas neprekidno je obnašao dužnost predsjednika ili premijera Rusije. Uveo je autokratski režim u Rusiju te se smatra odgovornim za mnoge likvidacije i progone političkih protivnika. Međunarodni sud optužio ga je za ratne zločine počinjene u vojnoj invaziji na Ukrajinu.
Putin je 16 godina radio kao vanjski obavještajac KGB-a, napredujući do čina potpukovnika (podpolkovnik), prije nego što je dao ostavku 1991. i započeo političku karijeru. Preselio se u Moskvu 1996. kako bi se pridružio administraciji predsjednika Borisa Jeljcina. Kratko je služio kao direktor Federalne sigurnosne službe (FSB) i tajnik ruskog Vijeća sigurnosti, prije nego što je imenovan premijerom u kolovozu 1999. Nakon Jeljcinove ostavke, Putin je postao vršitelj dužnosti predsjednika, a manje od četiri mjeseca kasnije izabran je za predsjednika. Ponovno je izabran 2004. Kako je u to vrijeme bio ustavno ograničen na dva uzastopna predsjednička mandata, Putin je ponovno bio premijer od 2008. do 2012. pod Dmitrijem Medvedevom. Vratio se na predsjedničku dužnost 2012. na izborima koji su bili optuživani za prijevaru i nakon kojih su održani brojni prosvjedi. Ponovno je izabran 2018. U travnju 2021., nakon referenduma, potpisao je ustavne amandmane, uključujući onaj koji bi mu omogućio da se još dva puta kandidira za ponovni izbor, čime je postalo moguće da bude predsjednik do 2036. godine.
Tijekom Putinova prvog mandata kao predsjednika, rusko gospodarstvo raslo je u prosjeku sedam posto godišnje, nakon gospodarskih reformi i peterostrukog povećanja cijene nafte i plina. Putin je također vodio Rusiju tijekom rata protiv čečenskih separatista, ponovno uspostavivši saveznu kontrolu nad regijom. Kao premijer pod Medvedevom, nadgledao je rat protiv Gruzije, kao i reformu vojske i policije. Tijekom njegovog trećeg mandata kao predsjednika, Rusija je anektirala Krim, što je rezultiralo međunarodnim sankcijama i financijskom krizom u Rusiji. Također je naredio vojnu intervenciju u Siriji protiv pobunjeničkih i džihadističkih skupina. Tijekom svog četvrtog predsjedničkog mandata predsjedao je vojnim gomilanjem na granici s Ukrajinom, a u veljači 2022. pokrenuo je invaziju velikih razmjera, što je dovelo do međunarodne osude i proširenih sankcija. Međunarodni kazneni sud otvorio je istragu o ratnim zločinima u Ukrajini. U rujnu 2022. Putin je najavio djelomičnu mobilizaciju i službeno odobrio nasilno pripajanje južne i istočne Ukrajine Rusiji, što je čin koji je protuzakonit prema međunarodnom pravu. 
Pod Putinovim vodstvom, Rusija je prošla kroz demokratsko nazadovanje i prelazak na autoritarizam. Njegovu vladavinu karakterizira korupcija kao i brojna kršenja ljudskih prava, uključujući zatvaranje i represiju političkih protivnika, zastrašivanje i potiskivanje neovisnih medija u Rusiji te nedostatak slobodnih i poštenih izbora. Putinova Rusija postigla je loše rezultate na Indeksu percepcije korupcije Transparency Internationala, Indeksu demokracije Economist Intelligence Unita i Freedom House-ovom indeksu Sloboda u svijetu. Putin je drugi europski predsjednik s najdužim stažom, nakon Aleksandra Lukašenka iz Bjelorusije.

## Život i karijera
Vladimir Putin rođen je u Lenjingradu (danas Sankt-Peterburg). Diplomirao je pravo na sveučilištu u Lenjingradu 1975. godine i potom je regrutiran u KGB. Od 1985. do 1990. radio je u Njemačkoj Demokratskoj Republici.
Nakon ujedinjenja Njemačke, Putin je vraćen u SSSR, u Lenjingrad, gdje je u lipnju 1990. godine dobio posao na Lenjingradskom sveučilištu na katedri za inozemne poslove. U lipnju 1991. postaje šef Međunarodnog odbora u Uredu gradonačelnika Sankt-Peterburga. U kolovozu 1996. godine seli u Moskvu, gdje postaje član administracije predsjednika Borisa Jeljcina. Bio je šef Federalne službe sigurnosti Ruske Federacije (jedne od službi nasljednica KGB-a) od lipnja 1998. do kolovoza 1999. godine, a također je radio kao tajnik u službi sigurnosti od svibnja do kolovoza 1999. godine.

## Premijer i predsjednik
Putina je Boris Jeljcin postavio na mjesto premijera u Vladi Rusije u kolovozu 1999. godine. Putin je postao peti ruski premijer u manje od 18 mjeseci. Tada nitko nije očekivao da će javnosti nepoznati Putin na tom mjestu ostati duže od njegovih prethodnika.
Jeljcinovi glavni protivnici, gradonačelnik Moskve Jurij Lužkov i bivši premijer Jevgenij Primakov već su bili u kampanji za predsjedničke izbore. Putin je ubrzo izgradio reputaciju čuvara reda i zakona te nepopustljivog borca za ruske interese u ratu u Čečeniji, zbog čega je postao najpopularniji političar u zemlji. Iako nije bio član ni jedne stranke, podržao je stranku Jedinstvo koja je na izborima za Dumu u prosincu 1999. godine osvojila najveći broj glasova.
Dana 31. prosinca 1999. godine Jeljcin, neočekivano, podnosi ostavku i imenuje Putina privremenim predsjednikom. Predsjednički su izbori održani 26. svibnja 2000., a Putin je pobijedio u prvom krugu.

## Zapadne kritike
Nakon razdoblja političke i ekonomske anarhije tijekom vladavina Gorbačova i Jeljcina, Putinov autokratski način vladanja bio je kritiziran od zapadnih medija kao diktator ili barem potencijalni diktator. Također je sličnim kritikama bio izložen radi povratka "privatizirane" imovine u vlasništvo države. Te kritike će vrhunac dostići kod uništenja Yukosa koji je bio u vlasništvu oligarha Hodorkovskog.
Dok je »zapadni svijet« kritizirao predsjednika zbog tih poteza, oni su mu istovremeno u Rusiji donijeli popularnost kod naroda, koji se sa strahom sjećao vremena Jeljcinove vladavine (naredio je napad tenkovima na parlament) i nelegalnog bogaćenja pojedinaca.
Odnosi Ujedinjenoga Kraljevstva i Ruske Federacije bili su pogoršani nakon trovanja i smrti Aleksandra Litvinjenka, pukovnika ruskih tajnih službi koji je prebjegao na Otok. Rusija i njen predsjednik potom su bili izloženi žestokim zapadnim kritikama, pošto je odbijen zahtjev da se njegov navodni ubojica Andrej Lugovoj preda Velikoj Britaniji. Ruska je strana taj zahtjev odbila kao neosnovan na osnovu reciprociteta, pošto je Velika Britanija odbijala predati Rusiji Borisa Berezovskog, ruskog oligarha u izgnanstvu, te je smatrala da bi se eventualnim izručenjem Lugovoja prekršio ruski ustav.
Putin je 2007. kritiziran i zbog odluke o opozivu potpisa na ratifikaciji ugovora o konvencionalnim vojnim snagama u Europi. U Rusiji je ovaj opoziv izglasovan jednoglasno u parlamentu, a obrazložen je činjenicom da niti jedna država članica Organizacije Sjevernoatlantskoga ugovora nije ratificirala ovaj ugovor.

## Drugi premijerski mandat
Nakon što ga je 7. svibnja 2008. na mjestu predsjednika Rusije zamijenio Dmitrij Medvjedev, već sljedećeg je dana Putin po drugi put postao ruski premijer. Drugi premijerski mandat mu je trajao do 7. svibnja 2012. godine, a od tada obnaša dužnost predsjednika Ruske Federacije.

## Putin u Hrvatskoj
Dana 23. lipnja 2007. Putin je boravio u Zagrebu, gdje je sudjelovao na Energetskom sastanku na vrhu.

## Privatni život
Bio je oženjen Ljudmilom Putinom, s kojom ima dvije kćeri, Mariju i Jekaterinu. Dana 2. travnja 2014. razveli su se nakon 30 godina braka.

## Vanjske poveznice
- Službena stranica